# グラぱらっ!
『グラぱらっ！』は、原作：桂あいり、作画：西木田景志による日本の漫画作品。『マガジンポケット』（講談社）にて2023年8月4日より連載中。
2025年7月より、朝日放送テレビにてテレビドラマが放送中。

## 書誌情報
- 桂あいり（原作）・西木田景志（漫画） 『グラぱらっ！』 講談社〈KCデラックス〉、既刊8巻（2025年8月6日現在）
  1. 2023年12月6日発売[3][4]、ISBN 978-4-06-533987-9
  2. 2024年3月6日発売[5]、ISBN 978-4-06-535071-3
  3. 2024年6月6日発売[6]、ISBN 978-4-06-535990-7
  4. 2024年9月5日発売[7]、ISBN 978-4-06-537000-1
  5. 2024年12月6日発売[8]、ISBN 978-4-06-537634-8
  6. 2025年3月6日発売[9]、ISBN 978-4-06-539135-8
  7. 2025年7月4日発売[10]、ISBN 978-4-06-540487-4
  8. 2025年8月6日発売[11]、ISBN 978-4-06-540488-1

## テレビドラマ
2025年7月7日（6日深夜）から朝日放送テレビ「ドラマL」枠で放送中。主演は本作が地上波の連続ドラマ初主演となる北野瑠華。

### キャスト

#### 主要人物
葛木さくら（かつらぎ さくら）
演 - 北野瑠華

隅田忍（すみだ しのぶ）
演 - 押田岳

#### 周辺人物
椎名あゆ
演 - 橋本梨菜

チコ
演 - 矢野ななか

逢󠄀坂みお
演 - 永尾まりや

### スタッフ
- 原作 - 桂あいり、西木田景志（作画）『グラぱらっ！』（講談社「マガポケ」連載）[1]
- 脚本 - 保木本真也[1]
- 演出 - 桑島憲司[1]
- プロデューサー - 藤田洋平、川村未来、大畑拓也（ABCリブラ）[1]
- 制作プロダクション - ABCリブラ[1]
- 制作著作 - 朝日放送テレビ[1]

### 放送日程
| 各話  | 放送日  | サブタイトル               |
| ----- | ------- | -------------------------- |
| 第1話 | 7月07日 | グラビアやりたいですか?    |
| 第2話 | 7月14日 | 触り過ぎじゃないですか?    |
| 第3話 | 7月21日 | 王様だ～れだ?              |
| 第4話 | 8月04日 | メチャクチャにするね?      |
| 第5話 | 8月11日 | ちょ…上手すぎない?         |
| 第6話 | 8月18日 | 1位にしてくれるってホント? |

- 7月28日は『世界水泳シンガポール2025 競泳決勝 第1日』（23時15分 - 翌1時20分）放送のため放送休止。[14]
- 第4話は『世界水泳シンガポール2025 競泳決勝 第8日』（23時15分 - 翌1時40分）の影響で90分遅れて1時40分 - 2時10分の放送。
- 第5話・第6話は『熱闘甲子園』（23時15分 - 23時45分）放送の影響で30分遅れて0時40分 - 1時10分の放送。

| 朝日放送テレビ ドラマL                                                | 朝日放送テレビ ドラマL          | 朝日放送テレビ ドラマL |
| 前番組                                                                | 番組名                          | 次番組                 |
| --------------------------------------------------------------------- | ------------------------------- | ---------------------- |
| around1/4 アラウンド・クォーター （再放送） （2025年4月7日 - 6月9日） | グラぱらっ! （2025年7月7日 - ） | -                      |